# Ramjet (Transformers)
Ramjet est un personnage de l'univers de fiction des Transformers.

## Transformers: Génération 1
- Nom: Ramjet
- Affiliation: Decepticons
- Protoform: Decepticon
- Arme: Canon lasers
- Mode Alternative: Avion de chasse
- Tué par: Unicron

Ramjet est le chef des nouveaux Seekers. Il forme une équipe avec Thrust et Dirge. Ils sont impitoyable. Même si au bout de quelque épisode les Autobots vont comprendre comment les vaincre. Ramjet participera à la bataille d'Autobot City. Après la mort de Mégatron, Starscream va être couronné Empereur des Decepticans. C'est lui qui couronna Starscream. Il meurt quelques heures plus tard lorsque Unicron attaque Cybertron.

## La Trilogie Unicron
- Nom: Ramjet
- Affiliation : Unicron
- Protoform : Unicron
- Arme : Canon prototype
- Mode alternative : Jet
- Tué par : Vector Prime

Dans cette version Ramjet est un allié d'Unicron. Ramjet ne peut être tué que par un fils de Primus (ou Primus lui-même). Ramjet apparaît dans le comic de Transformers : Cybertron.
Avant sa mort dans Armada il faisait équipe avec Nemesis Prime. Ramjet était le plus dangereux des allié d'Unicron durant la trilogie Unicron. Lorsque Unicron fut mort, Ramjet obéit alors à Mégatron (car c'est lui qui a les pouvoirs d'Unicron) sans faire parti des Decepticans. Mégatron se servit de lui pour tuer de nombreux Autobots. Après le sacrifice de Vector Prime, Mégatron (devenu Galvatron) lui demande de se débarrasser du Spark de Vector Prime en allant dans la Matrice du commandement car elle est un passage vers le monde des Transformers disparus. Cette fois, Ramjet n'était pas bien car c'était le premier combat qu'il allait livrer sans être immortel puisque Vector Prime est un fils de Primus. Ramjet alla affronter son Spark. Ramjet et Vector prime avaient la même puissance mais Vector reçut l'aide de Primus. Primus fit perdre ses pouvoirs à Ramjet. L'épée de Vector Prime le transperça, son spark et son corps furent détruits.

## Transformers: Animated
Bien que jamais nommé dans la série, un des clones de Starscream dans Transformers: Animated possède un schéma de couleur identique à celui de Ramjet apparaît à plusieurs reprises. Il est considéré comme étant Ramjet par la plupart des fans, et des sources officiels semblent confirmer ce fait. 
Ramjet apparaît dans le final de la saison 2, construit et amené à la vie par Starscream grâce à son fragment de la Matrice. Il accompagne les autres clones durant l'assaut contre Mégatron, mais, après la défaite de Starscream, se soumet avec Slipstream et Sunstorm à Mégatron. Il est présumé tué par Oméga Suprême, juste avant que ce dernier disparaisse après l'explosion de la Porte Stellaire.
Mais il est revu plus tard, libérant Lugnut dans l'épisode Le Troisième Constructicon.
Il est plus tard capturé dans Les 5 Pièces du Destin, et embarqué avec les autres prisonniers (Sunstorm, Swindle, Lugnut et Blitzwing) par la Garde d'Elite. Ils réussissent à s'échapper et emprisonner la Garde d’Élite dans Air Decepticon, mais sont vite replacés en cellule ensuite, à l'exception de Swindle, qui réussit à s'échapper, et de Lugnut, qui est perdu dans l'espace et qui plus tard retrouve Mégatron. Durant ce bref moment de liberté, Sunstorm et Ramjet reçoivent de nouveaux casques, différents l'un de l'autre, offerts par Swindle afin de mieux les distinguer.
Sa dernière apparition est dans l'épisode 10 de la saison 3 Decepticon Air où il finit en prison en compagnie de Blitzwing et Sunstorm.

Comme tous les clones, Ramjet a hérité d'une caractéristique précise propre à Starscream : son hypocrisie. Cependant, elle atteint chez lui un niveau bien supérieure à celle du modèle : techniquement, tout ce qu'il dit est un mensonge, même s'il contredit ce qu'il a dit juste avant. Naturellement, cela implique que ses mensonges ne sont pratiquement jamais crus, voir crédibles, et tourne même au comique, faisant échouer un plan à une occasion (Les 5 pièces du Destin). Ramjet est devenu l'un des personnages les plus populaires de la série par ce trait de sa personnalité.